# Cantharellula waiporiensis
Cantharellula waiporiensis är en svampart som först beskrevs av G. Stev., och fick sitt nu gällande namn av E. Horak 1971. Cantharellula waiporiensis ingår i släktet Cantharellula och familjen Tricholomataceae.   Inga underarter finns listade i Catalogue of Life.